# 에드 시런
에드워드 크리스토퍼 "에드" 시런(영어: Edward Christopher "Ed" Sheeran, MBE, 1991년 2월 17일~)은 잉글랜드의 싱어송라이터이다. 시런은 헵든브리지에서 태어나 프램링엄에서 자랐으며, 그곳에서 기타를 배우고 노래를 쓰며 성장했다. 2005년부터 음반을 녹음하기 시작했고, 음악 경력을 쌓기 위해 2008년 런던으로 이동했다. 2011년 초, 8번째 EP No. 5 Collaborations Project를 발매해 주목을 받게 되고, 결국 어사일럼 레코드와 계약을 하게 되었다. 2011년 6월 발매된 싱글 "The A Team"이 영국 싱글 차트 3위를 기록하고 "Lego House" 또한 성공을 거두는 데 이어, 데뷔 음반 +은 영국에서 5x 플래티넘을 기록했다. 2012년 브릿 어워드에서 최우수 신인상과 최우수 남자 솔로 아티스트상을 수상하여 2관왕에 올랐으며, "The A Team"으로 아이버 노벨로 어워드에서 최우수 노래상을 수상하였다.
2011년, 원 디렉션의 데뷔 음반 Up All Night의 수록곡 "Moments"를 썼으며, 2012년에는 테일러 스위프트의 음반 Red의 수록곡 "Everything Has Changed"의 피처링에 참가하였다. 2013년은 대부분 스위프트의 콘서트 투어 The Red Tour의 개막 공연을 하는 데 보냈다. 2013년 제55회 그래미상 시상식에서 엘튼 존과 함께 "The A Team"을 불렀으며, 올해의 노래 부문에도 노미네이트되었다. 또한, 2014년 제56회 그래미상에도 최우수 신인상에 노미네이트되었다. 2014년 4월 공개된 "Sing"은 영국, 오스트레일리아를 포함한 여러 나라의 싱글 차트에서 1위를 하였다. 2번째 음반 X는 같은 해 6월 23일 발매되었다. X는 영국 음반 차트와 미국 빌보드 200 차트에서 1위를 하였으며, 2015년 제58회 그래미 시상식에서 '올해의 노래'상을 수상하였다.
2015년에는 저스틴 비버의 Love Yourself의 작곡과 코러스를 맡았고, 2017년 1월 6일 Shape of You, Castle on the Hill가 발표되었고 이 곡이 수록된 3번째 음반 ÷가 3월 3일 발매되었다. Shape of You의 뮤직비디오는 2020년 기준 유튜브에서 약 50억 조회수를 기록하였으며 스포티파이에서 약 26억 회 이상 스트리밍되기도 한 히트곡으로 불리고 있으며 이후 그의 싱글들이 줄줄이 유명세를 타게 되어 현재까지 그의 대표 앨범으로 자리잡고 있다. 이후 2011년 출시한 No. 5 Collaborations Project의 연장선인 No.6 Collaborations Project가 2019년 7월 12일 발매되었는데 영국 싱글 차트에서 I Don't Care를 포함한 3곡이 1위를 차지하고, 5곡이 탑 5를 차지하는 등의 성적을 보였으나 미국 빌보드에서는 2주 간 1위를 한 후 계속해서 추락하고 있다.
2019년 12월 24일 투어 공연과 결혼을 이유로 휴식기를 가진 후 2020년 12월 21일 복귀를 선언했고 2021년 6월 25일 싱글 Bad Habits를 발매하였다. 영국 싱글 차트에서는 올리비아 로드리고의 good 4 u를 누르고 1위를 차지했고 빌보드 핫 100에서는 5위로 진입하여 현재까지 5 ~ 6위 사이를 유지하고 있다. 2021년 7월 9일에는 방탄소년단의 싱글 Permission to Dance의 작사와 작곡을 맡았으며 7월 10일에는 MSG워너비의 1집 발매 기념으로 러브콜을 보냈다.

## 어린 시절
에드 시런은 1991년 2월 17일 웨스트요크셔주 핼리팩스 근교의 헵든브리지에서 강사이자 큐레이터인 아버지 존 시런(John Sheeran)과 홍보 담당자를 했던 보석 디자이너인 어머니 이모건 록(Imogen Lock) 사이에서 태어나, 프램링엄에서 자랐다. 부모님은 예술 자문 회사인 시런 록(Sheeran Lock)을 1990년부터 2010년까지 운영했다. 형제자매로는 형 매슈(Matthew)가 있다. 매슈는 작곡가이자 음악 대학원생이다.
시런의 친조부모는 아일랜드계 혈통으로, 마하라와 노스웩스퍼드 출신이다. 로마 가톨릭교회 집안에서 자란 시런은 4살 때 교회의 합창단원으로 활동했다. 어릴 때부터 기타를 배운 시런은 프램링엄의 토머스 밀스 고등학교를 다니며 노래를 쓰기 시작했다. 유아기때, 부모와 함께 런던 여행을 하며 밴 모리슨의 노래를 들었다고 하며, 11살 때는 아일랜드에서 데이미언 라이스의 공연을 봤다고 한다. 또한, 라이스를 포함하여 비틀즈, 밥 딜런, 니즐로피, 에미넴에게 크게 영향을 받았다고 한다. 시런은 또한 10대 당시, 국립 유소년 극단에 다녔었다. 시런은 또한, 영국 유소년 뮤지컬 극단의 홍보대사이기도 하다.

## 음반 목록
- 《+》 (2011)
- 《x》 (2014)
- 《÷》 (2017)
- 《No.6 Collaborations Project》 (2019)
- 《=》 (2021)
- 《-》 (2023)
- 《Autunm Variations》 (2023)
- 《Play》 (2025)

## 출연 작품
- 브리짓 존스의 베이비 (2016) - 에드 시런 본인 역
- 송라이터 (2018)
- 예스터데이 (2019) - 에드 시런 본인 역
- 놀면 뭐하니 (2021) 영상통화
- 레드 노티스 (2021) - 에드 시런 본인 역

## 같이 보기
- 유튜버 목록